# 1980 في لبنان
فيما يلي قوائم الأحداث التي وقعت خلال عام 1980 في لبنان.

## سياسة

### انتهاء فترة المنصب
- 20 يوليو – سليم الحص رئيس وزراء لبنان.

## مواليد

### يناير
- 1 يناير – جورج الراسي مغني لبناني.
- 1 يناير – علي هاشم صحفي لبناني.
- 1 يناير – لوسيان بورجيلي مخرج أفلام لبناني.
- 26 يناير – ايلي متري ممثل لبناني.

### فبراير
- 7 فبراير – دوللي شاهين مغنية وممثلة لبنانية.

### مارس
- 14 مارس – حسن المصري ممثل لبناني.

### أبريل
- 12 أبريل – جهان باربور

### يوليو
- 1 يوليو – يوسف محمد لاعب كرة قدم لبناني.[1]
- 12 يوليو – فيفيان مراد مغنية لبنانية.

### أغسطس
- 9 أغسطس – نادين سلامة ممثلة فلسطينية.

### نوفمبر
- 9 نوفمبر – مايا دياب مغنية، ممثلة وعارضة أزياء لبنانية.

### ديسمبر
- 3 ديسمبر – سامي الجميل سياسي لبناني.
- 5 ديسمبر – إبراهيم معلوف موسيقي فرنسي.
- 10 ديسمبر – مساري مغني.[2]

## وفيات

### يناير
- 1 يناير – رياض طه (مواليد 1927) صحفي لبناني.

### فبراير
- 26 فبراير – أحمد أسعد الشقيري (مواليد 1908) أول رئيس لمنظمة التحرير الفلسطينية.